# Jan Hus (mini-série)
Pour les articles homonymes, voir Hus.
Jan Hus (Jan Hus : Rebelle jusqu'au bûcher) est une mini-série tchèque diffusée sur Česká televize et Arte en 2015, réalisée par Jiří Svoboda.

## Synopsis
Au début du XVe siècle, l'Église d'Occident traverse une grave crise morale, alors que le royaume de Bohême en connaît une politique entre le roi Venceslas IV et son frère Sigismond.
Jan Hus, professeur de l'université Charles de Prague et prédicateur à la chapelle de Bethléem, pense que l'Église ne peut sortir de cette crise que par la foi dans les enseignements du Christ. Il est dans les premiers temps protégé par la reine Sophie.
Il s'oppose à l'antipape Baldassarre Cossa, et les querelles religieuses atteignent même son amitié avec Štěpán de Páleč. Jan Hus soutient les thèses de John Wyclif, contrairement aux ordres du pape Grégoire XII. De plus, il s'oppose à la vente des indulgences, et un de ses disciples, Jérôme de Prague, organise une émeute étudiante. Accusé d'hérésie, Jan Hus est excommunié. Au Concile de Constance, il est emprisonné puis passe en procès, où il est condamné.

## Fiche technique
- Scénario : Eva Kantůrková
- Réalisation : Jiří Svoboda
- Photographie : Vladimír Smutný
- Montage : Jan Mattlach
- Musique : Michael Kocáb
- Costumes : Alena Schäferová
- Décors : Jirí Sternwald
- Producteur : Jan Maxa
- Durée : 240 minutes (3 fois 80 minutes)[1]
- Dates de diffusion :
  - 29 mai 2015 sur Česká televize
  - 1er juillet 2015 sur Arte[2]

## Distribution
- Matěj Hádek (cs) : Jan Hus

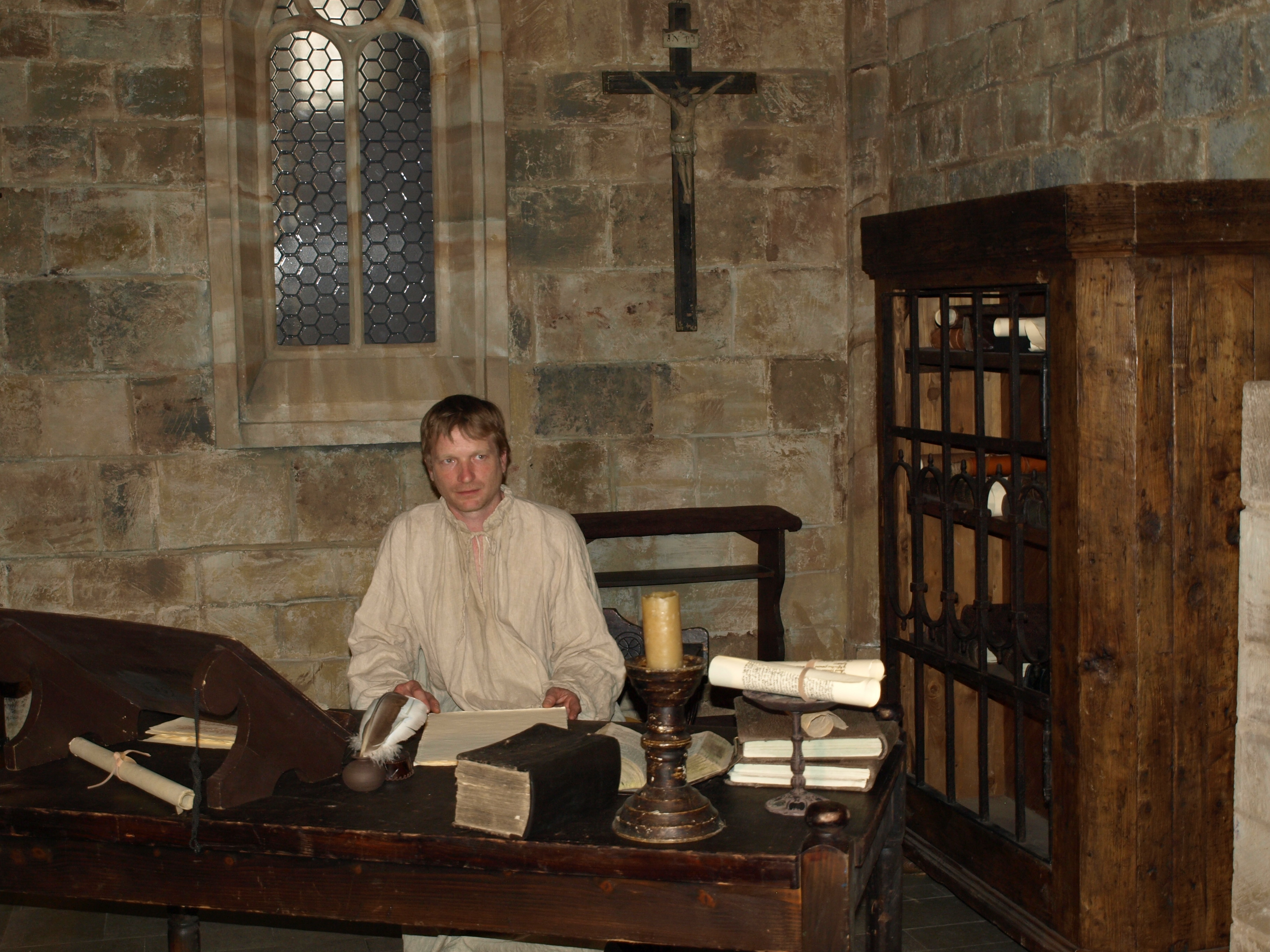
dans le rôle de Jan Hus, photo de tournage.

- Hynek Chmelar : Louis III du Palatinat
- Anna Cónová : la mère de Jan Hus
- Tomáš Dastlík : Baldassarre Cossa
- Michal Dlouhý (cs) : Sigismond de Luxembourg
- Jan Dolanský (cs) : Štěpán de Páleč
- Pavel Gajdoš : Abraham
- Krug Hartmut : Meistermann
- Vladimír Javorský (cs) : Venceslas de Luxembourg
- Tomáš Karger : Voksa of Valdstejn
- Petr Klimeš : Jan Protiva
- Milan Kňažko : un frère dominicain
- Ivo Kubečka : le père de Jan Hus
- Petr Lněnička : l'archevêque Zbyněk Zajíc
- Lukáš Melník : Jakub, le frère de Jan Hus
- Václav Neučil : Jan de Chlum
- David Novotný : Christian de Prachatice
- Luboš Pavel : Frédéric Ier de Brandebourg
- Jan Plouhar : Jérôme de Prague
- Marie Poulová : la femme de Jakub
- Marika Šoposká : la reine Sophie
- Petra Špalková
- Petr Stach : Jindřich Lefl
- Petr Štěpán : l'archevêque Francesco Zabarella
- Lubos Veselý : le vicaire général Kbel